# Daniel Aguilar
Daniel Aguilar Rodríguez (Ciudad de México, 1971) es un fotoperiodista mexicano. Es ganador del Premio Nacional de Periodismo de México, el World Press Photo y el Premio Internacional de Periodismo Rey de España, entre otros.

## Biografía
Inició sus primeros trabajos en la fotografía retratando entre edificios devastados en el terremoto de 1985 en la Ciudad de México. Asegura que sus primeros contactos con una cámara fotográfica fueron cuando estudiaba la educación primaria y realizaba tomas con una cámara Kodak formato 110 milímetros. En 1989 se inicia como reportero gráfico en el periódico El Heraldo de México. En 1997 se incorpora como fotoperiodista en la agencia Reuters, donde colabora hasta 2010. Asimismo, se desempeñó como reportero gráfico en los diarios El Universal, Excélsior,  y en las revistas Época y Emeequis.
En el 2000, 2002, 2004 y 2006 fue merecedor al Premio Nacional de Periodismo, que otorga el Consejo Ciudadano del Premio Nacional de Periodismo; en el 2000 y 2004 el premio de Periodismo 'José Pagés Llergo'; Mención de Honor en el Premio Internacional de Periodismo Rey de España 2004, Mención de Honor en el World Press Photo 2005; tercer lugar en el Photo International News The Best Photojournalism 2005; Mención de Honor en el China International Press Photo 2005; tercer lugar en el World Press Photo 2007 y en el 2008 obtiene el Premio Internacional Fotografía Humanitaria de Médicos del Mundo. En 2011 es merecedor del Premio Internacional de Periodismo Rey de España, correspondiente a 2010.
Ha realizado coberturas en diversos países como Guatemala, El Salvador, Honduras, Colombia, Haití, Venezuela, Cuba, Argentina, Jamaica, Bolivia, Costa Rica, Estados Unidos y China, cubriendo eventos como los Juegos Olímpicos en Atlanta 1996 y Beijing 2008, el intento de golpe de Estado en Venezuela de 2002, y la crisis política y revueltas en Haití en el 2004.
Ha participado en exposiciones colectivas e individuales como: "Haití. Vivir la Muerte". Centro de la Imagen de la Ciudad de México, en agosto de 2004. "45 miradas mexicanas". Guangdong Museum of Art, China. noviembre de 2007. "Daniel Aguilar 20". Casa Escorza, Guadalajara, Jalisco. Julio del 2009.